# Mahunka Imre (plébános)

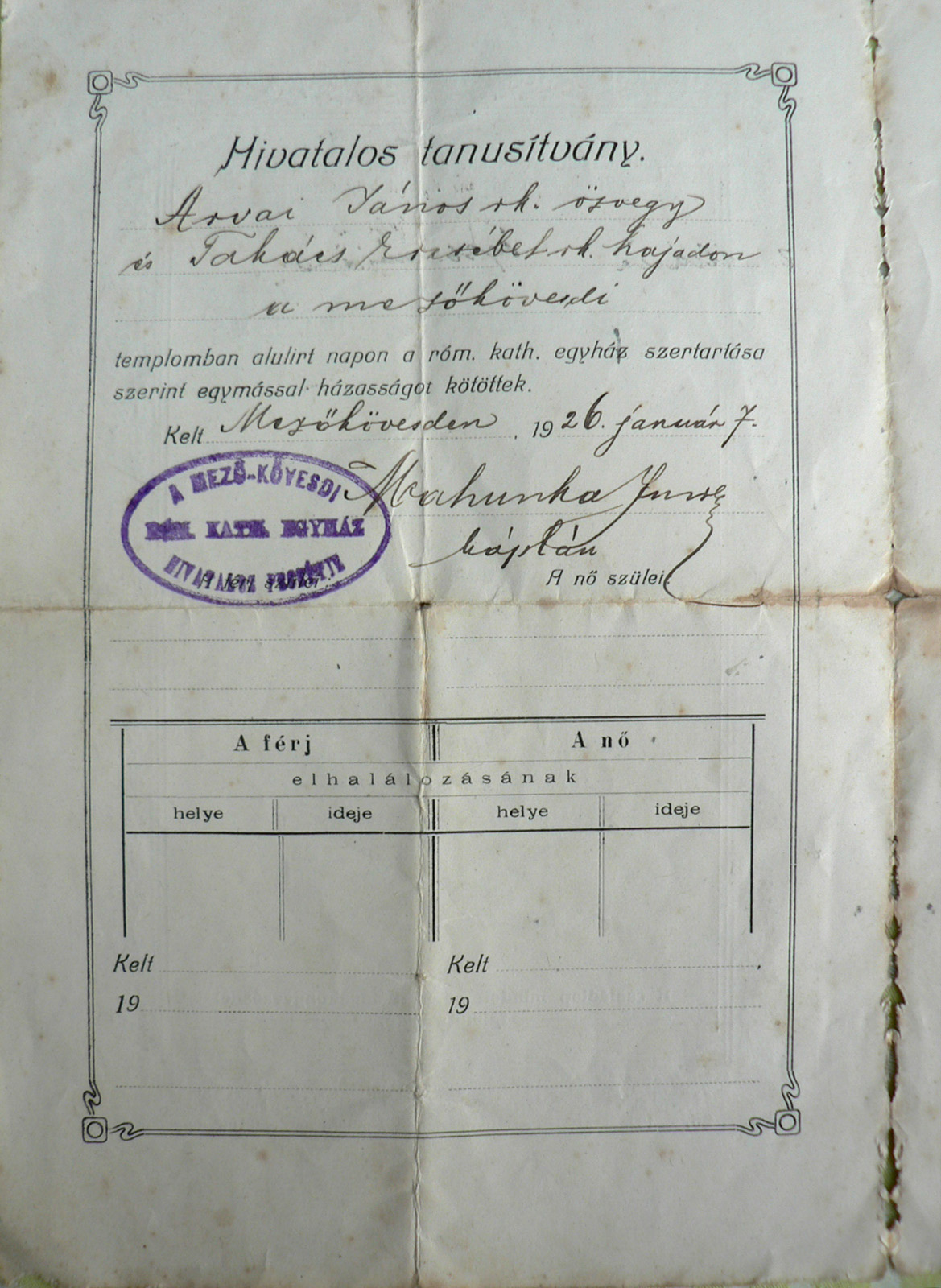
Egy oldal egy 1926-ban Mezőkövesden kiállított, ún. családi lapból, Mahunka Imre káplán aláírásával

Mahunka Imre (Heves, Heves vármegye, 1887. november 28. – Tiszabábolna, 1965. július 14.) plébános.

## Életútja
1910. augusztus 1-jén egri főegyházmegyés pappá szentelték. Először Kistályán, majd 1913-tól Sarudon, 1915-től Jászdózsán, 1916-tól Kunszentmártonban volt káplán. 1916-tól 1918-ig tábori lelkészként működött, 1918-ban Mezőkövesden volt hitoktató. 1925-ben Szihalomban adminisztrátor és Mezőkövesden káplánként dolgozott, 1927-ben Horton adminisztrátor, 1940-ben plébános, 1943-ban pedig esperes-plébános volt. 1947-ben a horti kultúrház megépítését szorgalmazta. A második világháborúban megsemmisült templom újjáépítésénél ő helyezte el az alapkövet.

## Munkája
- Te Deum laudamus! Tájékoztató az aratási, termésbetakarítási hálaájtatosság eszméiről és rendszeréről zsoltárok, alkalmi egyh. énekek és költemények gyűjteményével. A zsoltárokat hangjegyekre alkalmazta ifj. Kovách Andor. Hort, 1936.